# Autorità monetaria delle Maldive
L'Autorità monetaria delle Maldive (in inglese Maldives Monetary Authority) è la banca centrale delle Maldive. Come altre banche centrali, la sua missione principale è garantire la stabilità finanziaria del Paese. Non è affiliata al Dipartimento del Tesoro, essendo un'istituzione autonoma.

## Storia
L'autorità è stata istituita il 1° luglio 1981, in base al mandato previsto dal Maldives Monetary Authority Act del 1981, e ha sede nella capitale, Malé. L'attuale governatore è Ahmed Munawar e il vicegovernatore è Ahmed Imad. È membro dell'Asian Clearing Union.
Nell'aprile 2007, la legge MMA è stata modificata per garantire la completa autonomia e indipendenza dell'MMA.
L'MMA è membro dell'Alleanza per l'Inclusione Finanziaria e partecipa attivamente allo sviluppo di politiche di inclusione finanziaria.